# Pontificio Istituto Liturgico
Il Pontificio Istituto Liturgico è un centro di studio fondato nel 1961 da Papa Giovanni XXIII e affidata ai monaci benedettini. Eretto canonicamente presso il Pontificio Ateneo Anselmianum, l'istituto serve come  Facoltà di Sacra Liturgia, per cui è autorizzato a conferire i gradi accademici di Licenza e Dottorato in Sacra Liturgia.
Il programma ha una particolare enfasi nel rito romano e gli studi considerano l'Eucaristia, i sacramenti e i sacramentali, la liturgia delle ore e l'anno liturgico sotto gli aspetti teologici, storici, spirituali e pastorali.